# Kosuke Fukudome
Kosuke Fukudome (japanska: 福留 孝介?, Fukudome Kōsuke), född den 26 april 1977 i Ōsaki, är en japansk professionell basebollspelare som spelar för Chunichi Dragons i Nippon Professional Baseball (NPB). Fukudome är outfielder.

## Karriär

### Internationellt
Fukudome tog silver för Japan vid olympiska sommarspelen 1996 i Atlanta, och tog även brons vid olympiska sommarspelen 2004 i Aten.
Fukudome representerade även Japan vid World Baseball Classic 2006 och 2009, där Japan vann båda gångerna. 2006 spelade han åtta matcher och hade ett slaggenomsnitt på 0,182 och 2009 spelade han sju matcher och hade ett slaggenomsnitt på 0,200.

### Nippon Professional Baseball
Fukudome spelade nio säsonger 1999–2007 för Chunichi Dragons i NPB. Han hade under den tiden ett slaggenomsnitt på 0,305 med 192 homeruns och 647 RBI:s (inslagna poäng) på 1 074 matcher. Han utsågs till mest värdefulla spelare (MVP) i Central League 2006, när han hade ett slaggenomsnitt på 0,351 med 31 homeruns och 104 RBI:s.

### Major League Baseball

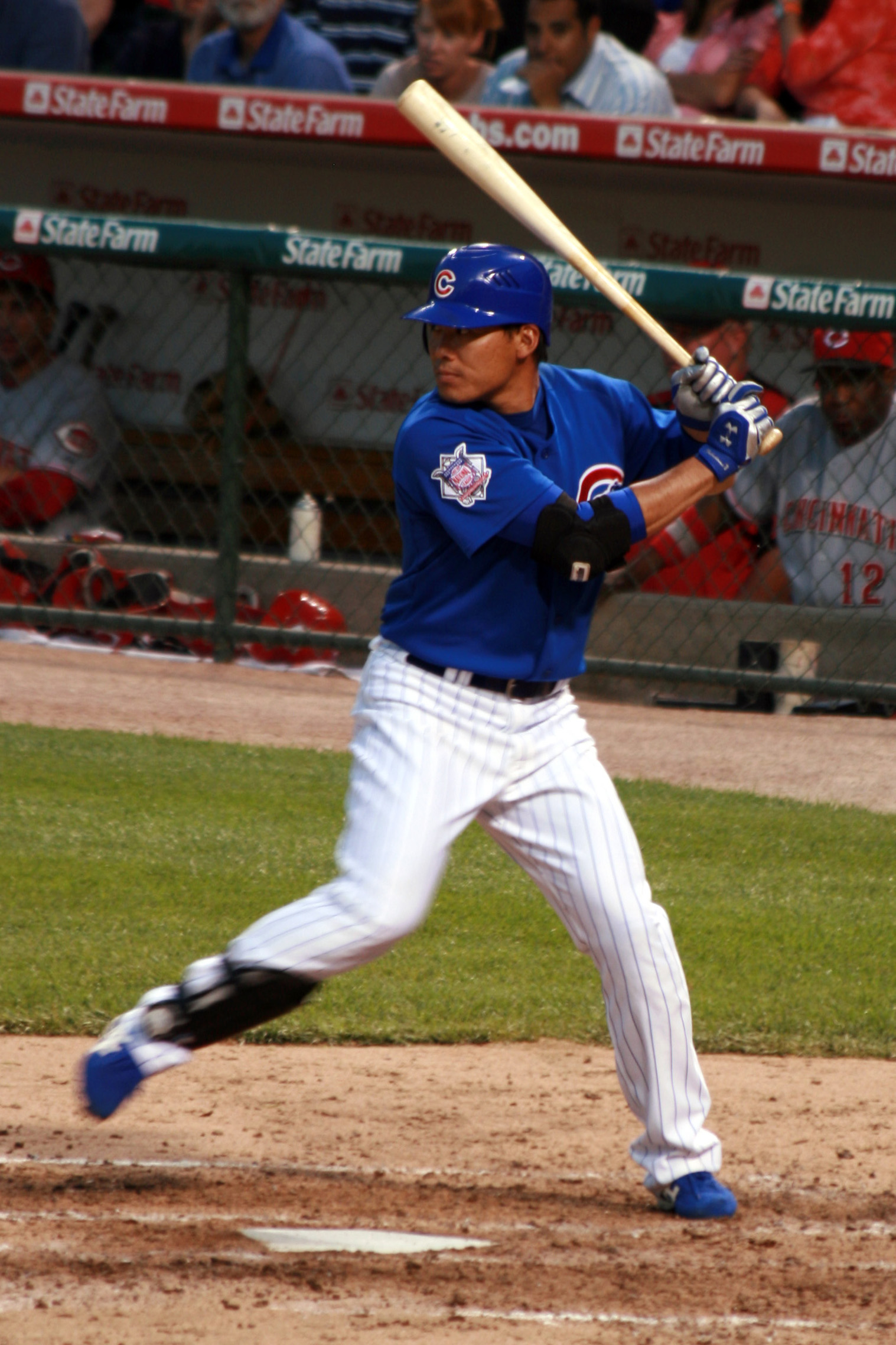
Fukudome i Chicago Cubs dräkt 2008.

I december 2007 skrev Fukudome på ett fyraårskontrakt värt 48 miljoner dollar med Chicago Cubs i Major League Baseball (MLB). Han blev därmed den första japanska spelaren i Cubs historia. I juli 2011 byttes han bort till Cleveland Indians i utbyte mot två unga lovande spelare. Efter den säsongen blev han free agent. Han skrev i februari 2012 på ett ettårskontrakt värt 500 000 dollar med Chicago White Sox med en möjlighet för klubben att förlänga kontraktet ytterligare ett år, men White Sox släppte honom redan i slutet av juni 2012. I mitten av juli skrev han i stället på ett så kallat minor league-kontrakt med New York Yankees, men där fick han bara spela för en farmarklubb. Totalt i MLB spelade Fukudome 596 matcher 2008–2012 med ett slaggenomsnitt på 0,258, 42 homeruns och 195 RBI:s. Han togs ut till MLB:s all star-match 2008.

### Nippon Professional Baseball igen
Efter 2012 års säsong återvände Fukudome till Japan och NPB, där han började spela för Hanshin Tigers. Han hade en bra säsong 2015, då han hade ett slaggenomsnitt på 0,281, 20 homeruns och 76 RBI:s. Inför 2021 års säsong, då han skulle fylla 44 år, skrev han på för sin gamla klubb Chunichi Dragons.